# André Heller
André Heller (Novo Hamburgo, 17 dicembre 1975) è un ex pallavolista brasiliano.

## Carriera
Nato di 7 mesi e poco più di due chili di peso, da piccolo André Heller ha problemi d'asma, tanto da essere spinto a praticare il nuoto per migliorare la salute. Dopo aver sofferto di rinite allergica, abbandona il nuoto per dedicarsi alla pallacanestro e quindi all'atletica leggera, prima di iniziare a giocare a pallavolo.
La carriera di André Heller comincia nel 1993 nella Sociedade Ginástica Novo Hamburgo, con cui resta legato per tre stagioni, vincendo la sua prima superliga.
Nella stagione 1996-97, passa allo Sport Club Ulbra, in cui gioca tre anni, aggiudicandosi altrettante edizione della superliga brasiliana, vittorie che conferma anche nella stagione 1999-00 giocata nelle file del Minas Tênis Clube. Nell'estate del 1999 fa il suo esordio in nazionale, vincendo il campionato sudamericano. Nella stagione 2000-01 passa all'Esporte Clube Unisul, in cui resta per quattro stagioni, vincendo il suo sesto scudetto. In questi anni colleziona successi con la nazionale, vincendo tre World League e una Coppa del Mondo e, soprattutto, si laurea campione mondiale nel 2002 e olimpico ad Atene 2004.
Nella stagione 2004-05 fa la sua prima esperienza all'estero, ingaggiato dalla Trentino Volley, con cui resta legato fino al 2007, vincendo il Trofeo TIM. In questi anni continua a conquistare trofei con la nazionale, vincendo il suo secondo campionato sudamericano e la sua seconda Coppa del Mondo, la Grand Champions Cup 2005, altre tre World League e, soprattutto, laureandosi bi-campione mondiale nel 2006.
Nella stagione 2007-08 passa alla Pallavolo Modena, con cui si aggiudica la Challenge Cup. Nell'estate del 2008, dopo aver vinto l'argento olimpico a Pechino, torna in Brasile nel Minas Tênis Clube, mentre dalla stagione 2010-11 è al Brasil Vôlei Clube, club di Campinas.

## Palmarès

### Club
- Campionato brasiliano: 6

1994-95, 1996-97, 1997-98, 1998-99, 1999-00, 2003-04
- Campionato Mineiro: 1

1999
- Challenge Cup: 1

2007-08

### Nazionale (competizioni minori)
- Giochi panamericani 2007

### Premi individuali
- 2003 - Superliga brasiliana: MVP
- 2003 - Superliga brasiliana: Miglior muro
- 2008 - Challenge Cup: Miglior muro